# Amministrazione militare tedesca della Francia
L'amministrazione militare tedesca della Francia (in tedesco Militärverwaltung in Frankreich, in francese Occupation de la France par l'Allemagne) è stata un'amministrazione militare istituita dalla Germania nazista durante la seconda guerra mondiale per amministrare i territori occupati della Francia settentrionale e occidentale. La cosiddetta Zona occupata (in francese zone occupeée) venne creata nel giugno 1940 e rinominata in zona nord (in francese zone nord) nel novembre 1942, quando la Zona meridionale del paese rimasta libera (la cosiddetta zone libre) venne occupata e rinominata Zona sud (in francese zone sud).
Il ruolo dell'amministrazione militare tedesca della Francia fu parzialmente influenzato dalle condizioni poste dal secondo armistizio di Compiègne dopo il successo della guerra lampo delle Wehrmacht che portò alla capitolazione di Parigi. Al tempo della sua istituzione, sia i francesi che i tedeschi pensavano che l'occupazione sarebbe stata temporanea e sarebbe durata fino a che il Regno Unito non avesse accettato di scendere a patti, che si riteneva sarebbe avvenuto in breve tempo. Per esempio, la Francia acconsentì a che i propri soldati catturati rimanessero prigionieri di guerra fino alla cessazione delle ostilità.
Lo "Stato francese" (État français) istituito nel sud del paese rimpiazzò la struttura della Terza Repubblica francese. Sebbene formalmente estendesse la propria sovranità su tutto il paese, in realtà fu fortemente limitata nell'esercizio della propria autorità persino nella Zona libera. Poiché Parigi si trovata nella Zona occupata, il governo dello Stato francese prese sede presso Vichy in Alvernia, motivo per cui fu spesso e più comunemente noto come Governo di Vichy.
Mentre il Governo di Vichy era formalmente sovrano su tutta la Francia, l'amministrazione militare tedesca nella Zona occupata fu, de facto, una dittatura nazista. Il governo nazista venne esteso anche alla Zona libera quando venne invasa da Italia e Germania nazista durante l'Operazione Anton dell'11 novembre 1942 in risposta all'Operazione Torch, l'operazione alleata nell'Africa Francese del Nord dell'8 novembre 1942. Il Governo di Vichy continuò a esistere formalmente, ma con un'autonomia ulteriormente ridotta.
L'amministrazione militare tedesca della Francia terminò con la liberazione di Parigi, in seguito allo sbarco in Normandia e allo sbarco in Provenza. È dunque formalmente esistita dal giugno 1940 al dicembre 1944, sebbene la maggior parte del suo territorio venne liberata dagli Alleati già dall'estate del 1944.

## Zone di occupazione
L'Alsazia-Lorena era stata annessa dall'Impero tedesco a seguito della vittoria nella guerra franco-prussiana nel 1871, e restituita alla Francia in seguito alla Prima guerra mondiale. Successivamente venne riannessa dal Terzo reich nel 1940, sottoponendo di conseguenza tutta la popolazione maschile residente nella regione a coscrizione militare. Il dipartimento di Nord-Passo di Calais venne inglobato all'interno dell'amministrazione militare del Belgio e della Francia del nord, che era responsabile degli affari civili anche della cosiddetta "zona interdetta" (in francese, zone interdite) larga 20 chilometri lungo la costa atlantica francese. Un'altra "zona proibita" era composta dalle regioni del nord-est della Francia e corrispondenti alla Lorena e metà della Franca Contea, Champagne e Piccardia. Ai rifugiati di guerra venne impedito ritornare alle loro abitazioni, le quali sarebbero state assegnate a coloni tedeschi in vista dell'annessione durante il cosiddetto Nuovo Ordine (Neue Ordnung), teorizzato da Adolf Hitler.
La zona occupata (in francese, zone occupée; in tedesco, Besetztes Gebiet) era composta dal resto della Francia settentrionale e occidentale, comprendeva le due zone proibite.
La parte meridionale della Francia, a eccezione della metà occidentale dell'Aquitania lungo la costa atlantica, costituiva la cosiddetta "zona libera" (zone libre), in cui il governo di Vichy rimaneva sovrano come uno stato formalmente indipendente, sebbene sotto una forte influenza di Berlino. Questa zona occupava una superficie di quasi 250 mila chilometri quadrati, ovvero circa il 45% del territorio posseduto dalla Francia prima dell'armistizio del giugno 1940, e appena il 33% della forza lavoro totale della Francia. La linea di demarcazione tra la zona libera e la zona occupata era a tutti gli effetti un confine, per attraversare il quale era necessaria un'autorizzazione speciale e un lasciapassare da parte delle autorità tedesche.
Queste restrizioni rimasero in vigore anche in seguito all'occupazione di Vichy nel 1942, momento a seguito del quale la zona venne rinominata in "zona sud" (zone sud) e posto sotto amministrazione militare a partire dal novembre 1942.
L'occupazione italiana della Francia meridionale comprendeva una serie di piccole zone lungo il confine alpino tra Francia e Italia, e una zona demilitarizzata di 50 chilometri lungo tale confine. Tale occupazione venne poi estesa a tutto il territorio francese sulla sponda sinistra del Rodano a seguito dell'invasione tedesca della Francia di Vichy l'11 novembre 1942, a eccezione delle aree attorno a Lione e Marsiglia (che vennero inglobate nella zone sud tedesca) e della Corsica.
La zona d'occupazione italiana fu anche occupata dalla Germania e aggiunta poi alla zone sud dopo la resa dell'Italia nel settembre 1943, a eccezione della Corsica, che fu liberata dagli atterraggi delle forze armate di Francia libera e di truppe locali italiane che divennero co-belligeranti assieme agli Alleati.

## Struttura amministrativa
Il 22 giugno del 1940, dopo che la Germania e la Francia concordarono sulla firma di un armistizio in seguito alle sconfitte francesi del maggio e giugno 1940, il Maresciallo Wilhelm Keitel e il Generale Charles Huntziger, rappresentanti rispettivamente del Terzo reich e del Governo francese del Maresciallo Philippe Pétain, firmarono l'armistizio presso la radura di Rethondes nella foresta di Compiègne. Giacché venne firmato nello stesso luogo e nella medesima carrozza ferroviaria in cui venne siglato l'Armistizio di Compiègne che pose fine alla Prima guerra mondiale con la resa della Germania, l'armistizio in questione è dunque noto come il Secondo armistizio di Compiègne.

La Francia era divisa grossomodo in due zone, una zona settentrionale occupata e una zona meridionale non occupata. La motivazione alla base di tale suddivisione, stando al testo dell'armistizio, era quella di "proteggere gli interessi del Reich tedesco". L'impero coloniale francese rimaneva sotto l'autorità del Governo di Vichy guidato dal Maresciallo Philippe Pétain. La sovranità francese sarebbe stata esercitata sulla totalità del territorio francese, comprese le zone occupate dai tedeschi, l'Alsazia e la Mosella, ma l'articolo 3 dell'armistizio stabiliva che le autorità francesi nelle zone occupate avrebbero dovuto obbedire all'amministrazione militare tedesca e che la Germania avrebbe esercitato i propri diritti di potenza occupante in tale territorio:
Nelle regioni occupate della Francia, il Reich tedesco esercita tutti i diritti di una potenza occupante. Il governo francese si impegna a facilitare con tutti i mezzi le regolamentazioni relative all'esercizio di tali diritti e all'esecuzione con il concorso dell'amministrazione francese. Il governo francese inviterà immediatamente tutte le autorità e tutti i servizi amministrativi francesi del territorio occupato a conformarsi ai regolamenti delle autorità militari tedesche e a collaborare con queste ultime in modo corretto.
L'amministrazione militare tedesca era responsabile per gli affari civili nella Francia occupata. Era suddivisa in diverse Kommandanturen (plurale di Kommandantur, ovvero "comando militare"), in ordine gerarchi decrescente: Oberfeldkommandanturen, Feldkommandanturen, Kreiskommandanturen e Ortskommandanturen. Le questioni navali tedesche in Francia erano coordinate attraverso un ufficio centrale noto come il Comando supremo per i Servizi navali nella regione di Parigi (in tedesco Höheres Kommando der Marinedienststellen in Groß-Paris), che a sua volta afferiva a un Comandante superiore per tutta la Francia, noto come Ammiraglio del Frankreich. Dopo l'Operazione Anton di Germania e Italia, il comando navale dell'Ammiraglio del Frankreich venne scorporato in distaccamenti più piccoli che rispondevano direttamente al comando operativo del Gruppo navale tedesco "Occidente".

## Forze di occupazione
La Wehrmacht mantenne un numero vario di divisioni in Francia. Nel dicembre 1941, sul territorio vi erano 100.000 truppe tedesche, salvo poi essere ridotte a 40.000 nel 1942, e nuovamente aumentate fino a 1 milione alla primavera del 1944. Difatti, nel 1942 le truppe che inizialmente stazionavano nella zona di occupazione erano richieste sul fronte orientale; al contrario, nella primavera del 1944 la Germania si stava preparando per uno sbarco alleato sulle coste francesi. Quando le truppe tedesche vennero impiegate nel fronte orientale, le unità tedesche venivano inviate in Francia per fare rotazione, riposarsi e tornare operative. Il numero di truppe aumentò quando si diffuse il timore di un'imminente invasione alleata, il cui inizio viene fatto coincidere col raid su Dieppe. Date le azioni delle truppe canadesi e dei British Commandos contro le truppe tedesche, Hitler condannò tali azioni come guerra irregolare (cd. irregular warfare). Nel cosiddetto Ordine Commando (Kommandobefehl) del 18 ottobre 1942, Hitler diede ordini di non riconoscere a tali truppe alleate come legittimi combattenti, e che questi una volta catturati dovessero essere consegnati ai servizi di sicurezza delle SS e passibili di esecuzione sommaria. Col proseguire del conflitto, presidiare il Vallo Atlantico e tenere a basa la resistenza francese divennero compiti sempre più difficili.
Nel corso degli anni, diverse note unità tedesche hanno stazione nella zona d'occupazione tedesca della Francia, tra cui:
- 1940: la Luftflotte 2 e la Luftflotte 3 operarono dagli aeroporti nel nord della Francia durante la battaglia d'Inghilterra. La Luftlotte 3 rimase anche successivamente per difendere il territorio dai bombardamenti strategici alleati durante la seconda guerra mondiale fino alla ritirata nel 1944.
- 1941: le navi da battaglia veloci Scharnhorst e Gneisenau; la nave da battaglia Bismarck venne affondata mentre tentava di raggiungere le coste atlantiche francesi dopo il suo commissionamento.
- 1942: la 2ª Divisione Panzer SS "Das Reich" e il 4º Reggimento di Polizia SS
- 1943: durante il picco della Battaglia dell'Atlantico, un numero tra 60-100 sommergibili tedeschi U-Boot erano stazionati in basi sottomarine in diversi porti francesi sull'Atlantico, come ad esempio La Rochelle, Bordeaux, Saint-Nazaire, Brest e Lorient.
- 1944: la 157ª Divisione di Montagna, la 130. Panzer-Lehr-Division (Panzer-Lehr), la 19ª Armata, la 716ª Divisione di fanteria statica (716. Infanterie-Division), la 12. SS-Panzer-Division "Hitlerjugend".